# Iakov Kostioukovski
Iakov Aronovitch Kostioukovski (en russe : Яков Аронович Костюковский), né à Zolotonocha (province de Krementchoug, Union soviétique, aujourd'hui dans l'oblast de Tcherkassy en Ukraine) le 23 août 1921 et mort à Moscou (Russie) le 11 avril 2011, est un dramaturge russe et scénariste de films et de dessins animés.

## Filmographie

### Au cinéma
- 1962 : Ekhali, my ekhali
- 1963 : Shtrafnoy udar (auteur)
- 1965 : Opération Y et autres aventures de Chourik (Operatsiya 'Y' i drugie priklyucheniya Shurika)
- 1967 : Mashinka vremeni
- 1967 : La Prisonnière du Caucase ou les Nouvelles Aventures de Chourik (Kavkazskaya plennitsa, ili Novye priklyucheniya Shurika)
- 1969 : Le Bras de diamant (Brilliantovaya ruka) (auteur)
- 1972 : Nervy... Nervy...
- 1973 : Novye bolshie nepriyatnosti
- 1973 : Neispravimyy lgun (auteur)
- 1976 : Circus in the Circus (en) (Cirkus v cirkuse)
- 1980 : Komediya davno minuvshikh dney
- 1986 : Khorosho sidim!